# The Fear
A The Fear a brit énekes, dalszövegíró Lily Allen második albumáról, az It's Not Me, It's You-ról származó, a sikerlistákon első helyet elért kislemez. Eredetileg az Everyone's at It lett volna a vezető sláger, de később a "The Fearre" cserélték le. A dalt digitálisan 2009. január 23-án rögzítették. A Wideboys és StoneBridge már feldolgozta a számot.
2008. december 1-jén játszották le először a médiában a The Feart, mégpedig a BBC Radio 1 Scott Mills Show műsorban.
A tervek szerint a videó bemutatására a Channel 4 műsorán 2008. december 4-én csütörtökön délelőtt 11:05 perckor került volna sor, de pár órával korábban már elérhető volt a YouTube oldalán. A videót egy napig, 2009. január 1-jén ingyen le lehetett tölteni a Franciaországban és az Egyesült Királyságban megtartott iTunes 12 Days of Christmas keretében.

## A dalról
A szövegét Lily Allen és Greg Kurstin írta, az utóbbi a rendező is volt. A dal arról szól, hogy Allen attól fél, a világ egy felületes, steril hellyé fog válni, ahol mindent támogatnak, de ugyanakkor kommentálja is a hírességek valamint a társadalom mai életét.
A dal stílusa eltér bemutatkozó albumán tapasztalt pop/ska stílustól, ehelyett egy sokkal inkább elektro-pop stílusban elkészült dallal találkozunk, Második kísérletére végig ez a stílus a jellemző. A dalszövegek továbbra is szellemesek, a társadalmat jellemzők maradtak.
Allen a MySpace-oldalán 2008. áprilisban jelentette meg a dalt, és ezt követően azonnal elérhetővé vált a YouTube-on is. Az európai iTunes Zeneboltban 2008. december 5-én ingyen le lehetett tölteni, ugyanerre az USA-ban december 9-én volt lehetőség. A lemez EP változata 2009. január 23-tól elérhető az iTunes oldalain keresztül, s ennek B oldalán a "Kabul Shit" és a "Fag Hag", valamint a "Fuck You" dal cenzúrázott változata kapott helyet. A Skin 4. évadjának 3. részében – amit 2008. július 23-án forgattak – a számot lehet a háttérben hallani.

## Élő fellépések
- Sound – január 24.
- Orange Unsigned Act – január 25.
- Friday Night with Jonathan Ross – január 30.
- GMTV – február 2.
- The Sunday Night Project – február 8.
- MuchOnDemand – február 9.
- The Today Show – február 10.
- The Album Chart Show – február 12.
- The Tonight Show with Jay Leno – február 16.
- The Ellen DeGeneres Show – február 18.

## A sikerlistákon
Kanadában a dal az 57. helyen nyitott a Canadian Hot 100 sikerlsitán, s eddig legjobb helyezése az 55. volt.
A "The Fear" a [UK Singles Charton 168. helyen nyitott annak ellenére, hogy a kislemez csak az EP megjelenése óta kapható. Február 1-jén a dal 167 helyet jött előre, s azóta is listavezető.
Írországban a dal a 39. helyen indított, eddigi legjobb helyezése az 5. volt.
Ausztráliában a dal a 46. helyen kezdett az Australian ARIA Singles Charton, s legjobb helyezése a 8. volt, ezzel eddig ez a dala érte el itt a legmagasabb minősítést, s eaz első, ami bejutott a legjobb tízbe.
Mivel több mint három hétig szerepelt a UK Singles Chart első helyén, a "The Fear" Allen eddigi legsikeresebb, legnagyobb példányszámban elkelt kislemeze.

## Klip
A klipet Nez rendezte. A klip elején Allen egy lakókocsiból néz kifele és énekel, jobb oldalon pedig fehérnemű és egy játékmedve lóg ki egy szárítókötélen. Kilép, de ugyanabban a pillanatban visszafordul, és visszamegy. A mobil ház belseje megváltozik, s egy kúriában találjuk magunkat. Ekkor elkezd barangolni a túldíszített házban, ami színes és drágának tetsző szobákkal van tele. A klipben táncoló komornyikok, hatalmas, táncoló ajándékok, táncoló léggömbök szerepelnek, minden szobában színes füst és színes léggömbök vannak. Az utolsó kép egy légi felvétel, a kamera felfelé, a szürke felhők felé halad, ami kontrasztban áll azzal a színes partival, amin Allen a klip nagy részén részt vett.
A klipet Angliában, Bedfordshire-ben, a Wrest Parkban forgatták.
Az MTV Making the Video felvette, hogyan készült a klip, a háttérben készített felvételeket, és Lilyvel is készítettek interjút. A felvétel alatt Allen nyíltan kritizálta saját előadói képességeit. Mikor meg akartak beszélni egy adott részt a felvételkészítővel, Allen elnevette magát, és azt mondta: „Figyelj, nem tudom az ilyet jól megcsinálni. Láttad a "Lily Allen and Friends-t?".
A felvétel alatt viselt ruhájának a "Bow Dress" nevet adták, s a PPQ tervezte.

## A számok listája
Digitálisan letölthető
1. "The Fear" – 3:26
2. "Fag Hag" – 2:57
3. "Kabul Shit" – 3:45
4. "F**k You" – 3:40 (Cenzúrázatlan) (Csak az iTunes EP-n elérhető)

Brit kislemez
1. "The Fear" – 3:26
2. "Fag Hag" – 2:57

Hagyományos lemez
A. "The Fear" – 3:26
B. "Kabul Shit" – 3:45
Remix CD
1. "The Fear" (Eredeti Mix) – 3:26
2. "The Fear" (StoneBridge rádió változat) – 3:26
3. "The Fear" (Wideboys Prime Time Radio változat) – 3:56
4. "The Fear" (Dave Dresden & Johnston rádiós változata) – 3:35

## Sikerlisták
| Sikerlista (2009)                      | Legjobb helyezés |
| -------------------------------------- | ---------------- |
| Australian Singles Chart               | 3                |
| Austrian Singles Chart                 | 38               |
| Belgian (Flanders) Singles Chart       | 7                |
| Belgian (Wallonia) Singles Chart       | 11               |
| Canadian Hot 100                       | 55               |
| Danish Singles Chart                   | 20               |
| Dutch Singles Chart                    | 37               |
| Finnish Singles Chart                  | 17               |
| German Singles Chart                   | 12               |
| Ír slágerlista                         | 5                |
| Israeli Singles Chart                  | 12               |
| Oricon Weekly Singles Chart            | 9                |
| Sverigetopplistan                      | 30               |
| Poland Singles Chart                   | 25               |
| Swiss Singles Chart                    | 14               |
| Turkey Top 20                          | 15               |
| Japan Hot 100 Singles                  | 9                |
| European Hot 100                       | 4                |
| Brit kislemezlista                     | 1                |
| UK Download Chart                      | 1                |
| U.S. Billboard Hot 100                 | 91               |
| U.S. Billboard Pop 100                 | 66               |
| U.S. Billboard Hot Adult Top 40 Tracks | 38               |
| U.S. Billboard Hot Dance Club Play     | 19               |
| U.S. Billboard Hot Dance Airplay       | 11               |

## Külső hivatkozások
- A "The Fear" hivatalos klipje